# Лінден (Гессен)
Лінден (нім. Linden) — місто в Німеччині, знаходиться в землі Гессен. Підпорядковується адміністративному округу Гіссен. Входить до складу району Гіссен.
Площа — 22,77 км2. Населення становить 13 111 ос. (станом на 31 грудня 2020).